# Cadulus chuni
Cadulus chuni är en blötdjursart som beskrevs av Jaeckel 1932. Cadulus chuni ingår i släktet Cadulus och familjen Gadilidae. Inga underarter finns listade i Catalogue of Life.